# Penyandingan (Kaur Tengah)
Penyandingan is een bestuurslaag in het regentschap Kaur van de provincie Bengkulu, Indonesië. Penyandingan telt 158 inwoners (volkstelling 2010).